# 공주 초봉리 고인돌
공주 초봉리 고인돌은 대한민국 충청남도 공주시 이인면 초봉리에 있다. 1997년 6월 5일 공주시의 향토문화유적 제6호로 지정되었다.